# Volders
Volders ist eine Gemeinde mit 4585 Einwohnern (Stand 1. Jänner 2024) im Bezirk Innsbruck-Land in Tirol (Österreich). Die Gemeinde liegt im Gerichtsbezirk Hall in Tirol.

## Geografie
Volders liegt im Inntal, südlich des Inn. Am Ortseingang liegt der Volderer See. Die Gemeinde setzt sich aus der Siedlung im Talboden und den Ortsteilen Großvolderberg und Kleinvolderberg im Voldertal zusammen.
Die Gemeinde ist nur 15 Kilometer von der Landeshauptstadt Innsbruck entfernt und hat einen großen Auspendleranteil aufzuweisen. Volders ist über die Inntalautobahn A 12, die Tiroler Straße B 171 sowie über die Westbahn mit der Haltestelle Volders-Baumkirchen zu erreichen.

## Gemeindegliederung
Das Gemeindegebiet umfasst folgende drei Ortschaften (in Klammern Einwohnerzahl Stand 1. Jänner 2024):
- Großvolderberg (491)
- Kleinvolderberg (195)
- Volders (3899)

Volders gliedert sich in drei Katastralgemeinden: Großvolderberg (2.623,61 ha), Kleinvolderberg (278,58 ha) und Volders (339,36 ha).
1973 wurden die ehemals eigenständigen Gemeinden Großvolderberg und Kleinvolderberg eingemeindet.

## Nachbargemeinden
| Mils   | Baumkirchen                                 |            |
| Tulfes | Kompassrose, die auf Nachbargemeinden zeigt | Wattens    |
|        | Navis                                       | Wattenberg |

## Gemeindepartnerschaft
Zur Gemeinde Mühlbach in Südtirol bestehen partnerschaftliche Beziehungen.

## Geschichte

### Ortsname
Der Name Volders stammt vermutlich aus vorrömischer und damit vorchristlicher Zeit. Er wurde zwischen 955 und 1005 „Volares“ geschrieben und dürfte laut Namenforscher Karl Finsterwalder damit auf eine Wegbiegung hingewiesen haben.

### Urnenfeld
Zwischen 1955 und 1957 wurden im westlichen Teil des Volderer Bachschuttkegels ein Urnenfriedhof mit 431 Gräbern entdeckt. Es stammt aus der Hallstattzeit um 1000-650 v.Ch. Dies konnte durch C14-Untersuchung von Holzkohleresten, die bei den Leichenverbrennungen entstanden, ermittelt werden. Neben Großkeramiken, welche als Urnen dienten, konnte eine Vielzahl an Grabbeigaben aus Bronze, Glas, Keramik, erzhaltigem Stein, Knochen und Gold gehoben werden. Das Gräberfeld umfasst eine Fläche von ca. 2500 m² und ist somit einer der größten geschlossenen Fundkomplexe Nordtirols. An der Fundstelle ist heute nichts mehr von den Gräbern zu sehen, da sie nach Auswertung der Funde wieder zugeschüttet wurden und heute im Siedlungsgebiet liegen.

### Latènezeitliche Höhensiedlung Himmelreich
Auf der kleinen Kuppe Himmelreich am südlichen Inntalrand wurden von Karl Stainer und später Alfons Kasseroler eine Höhensiedlung aus der jüngeren Eisenzeit (450 – um Christi Geburt) entdeckt. Das Areal hat eine Ausdehnung von ungefähr 60 m × 30 m und liegt auf einer Seehöhe von 643 m. Die Untersuchungen Kasserolers ab 1953 brachten den Fund von einigen Gebäuden, die einem Gehöft zugeordnet wurden. Vier größere Häuser mit in den Fels gehauenen Kellerräumen und Oberbau sowie einige Nebengebäude, eine Zisterne und eine 150 m lange Umfassungsmauer wurden freigelegt. Die Mauer dürfte allerdings keine Wehraufgaben erfüllt haben. Die Gebäude sind sämtlich abgebrannt, vermutlich nicht durch Feindeinwirkung, und in den Brandruinen gab es Funde aus der Mittel- und Spätlatènezeit – Geschirr, Waffen und Schmuck aus der alpinen Fritzens-Sanzeno-Kultur. Eine Münze aus dem 3. Jahrhundert v. Chr., eine Holzschüssel mit Hirsekörnern und Saubohnen, sowie eine Schale mit der Aufschrift „chaisurus“ im Bereich der Umfassungsmauer halfen bei der Datierung. Auf einer vorgelagerten Terrasse im Nordwesten wurde ein Brandopferplatz entdeckt. Die ungefähr 30 cm dicke Ascheschicht enthielt Knochenreste und Steine, der Lößgrund war wegen der entstandenen Hitze hartgebrannt. Neben einer Pflasterung wurden Fibeln, Anhänger, Gürtelhaken, Bronzeringe, Landwirtschafts- und Handwerksgerät, Waffen, keltische und römische Münzen, Tongeschirr und ein rätisches Losstäbchen entdeckt. Eine Weiterverwendung des Opferplatzes bis in die römische Kaiserzeit wird auf Grund der Münzfunde angenommen.
Heute befindet sich am Fundort das Freilichtmuseum Himmelreich. Die Kubaturen der Häuser sind durch Gestelle aus gerostetem Stahl markiert. Informationstafeln geben in Kurzform einen Überblick über die Geschichte der Siedlung.

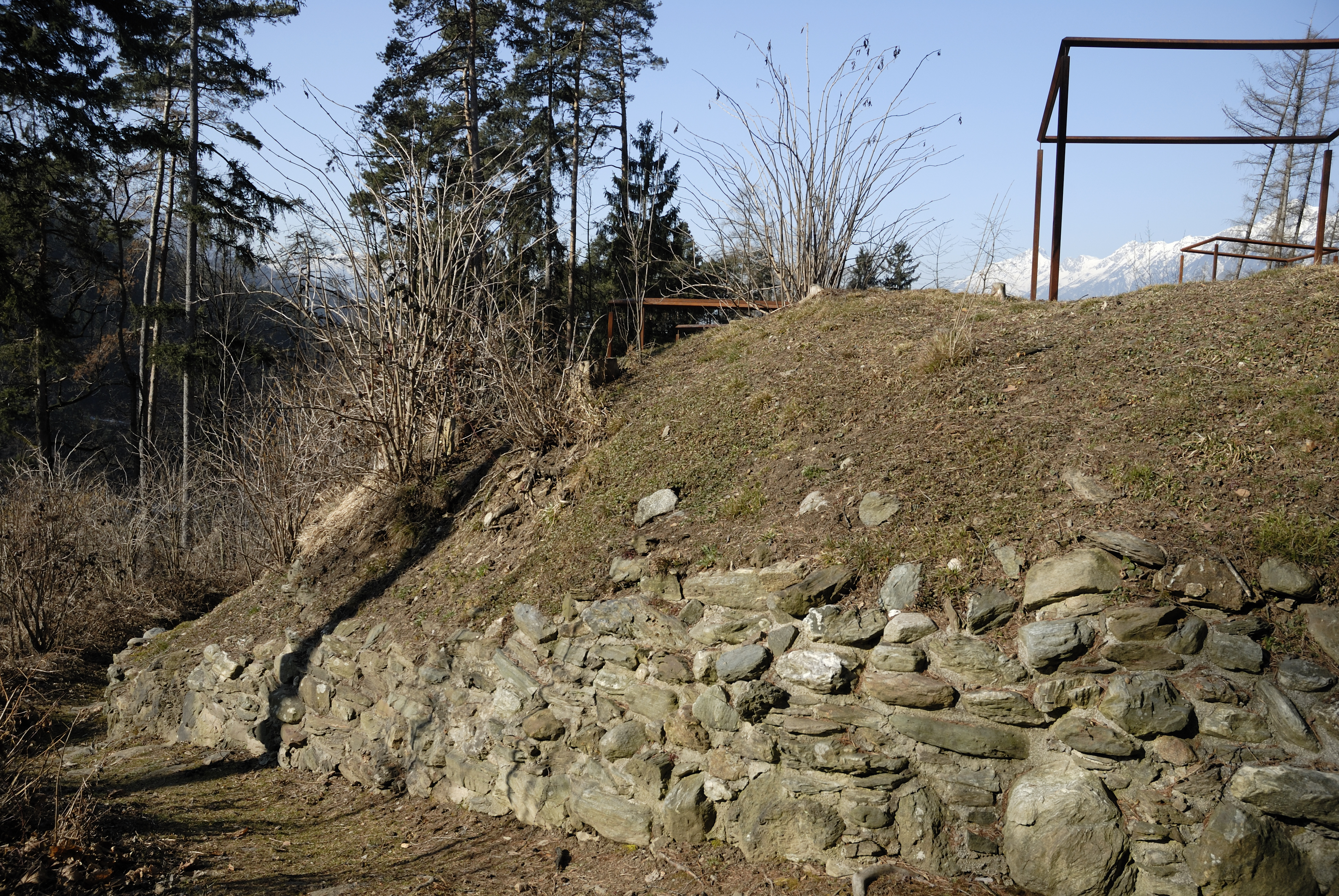
Umfassungswall
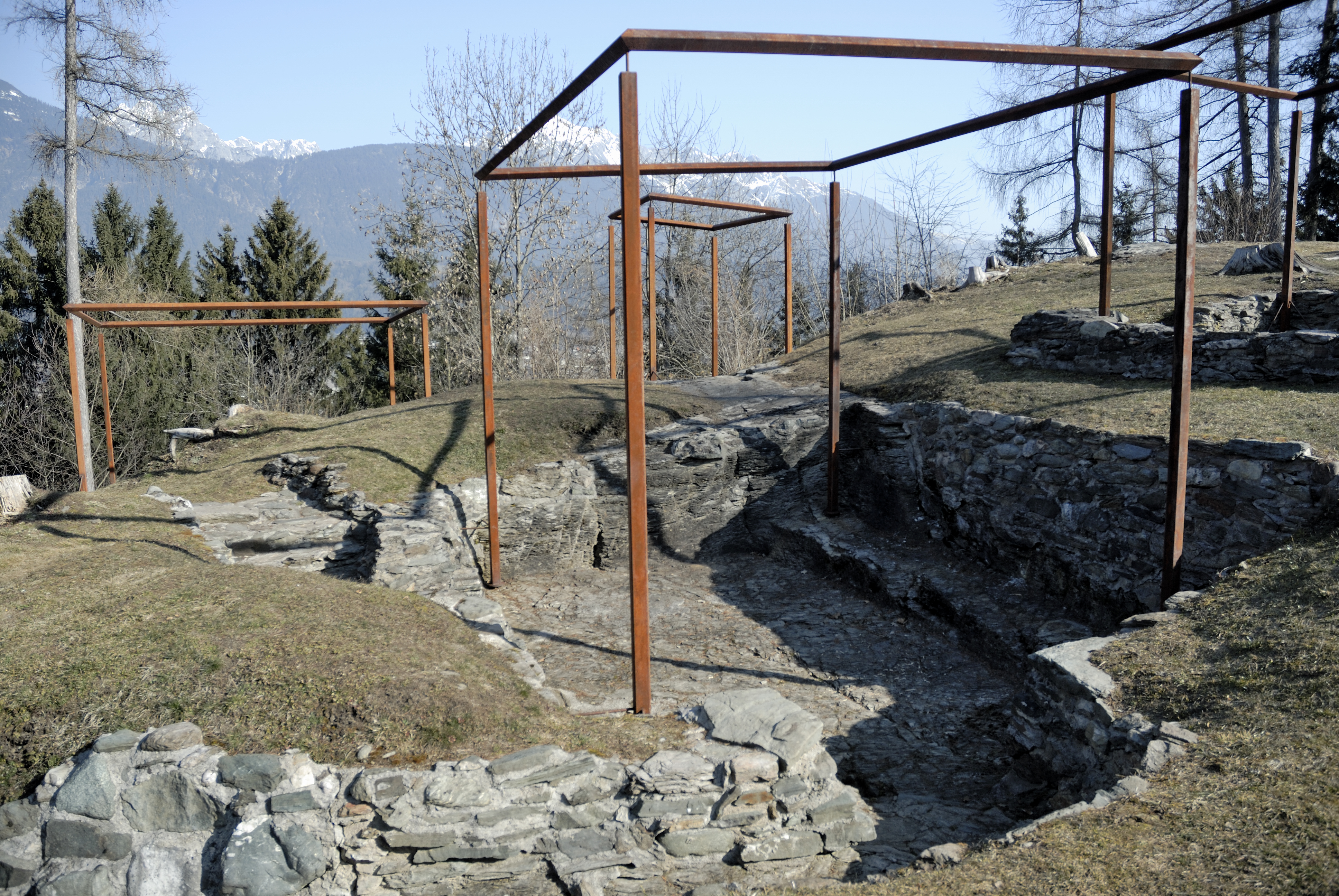
Häuser
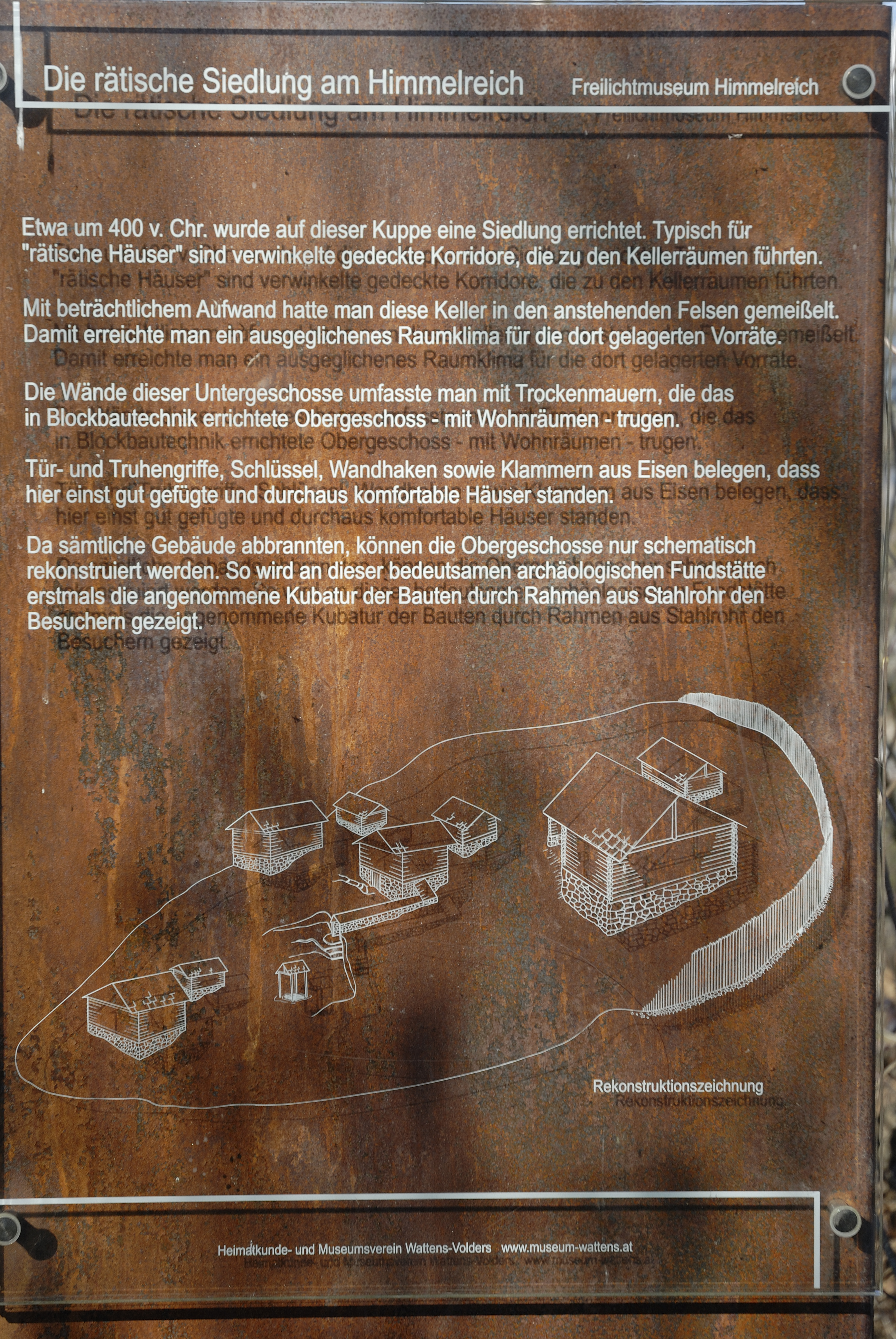
Schautafel
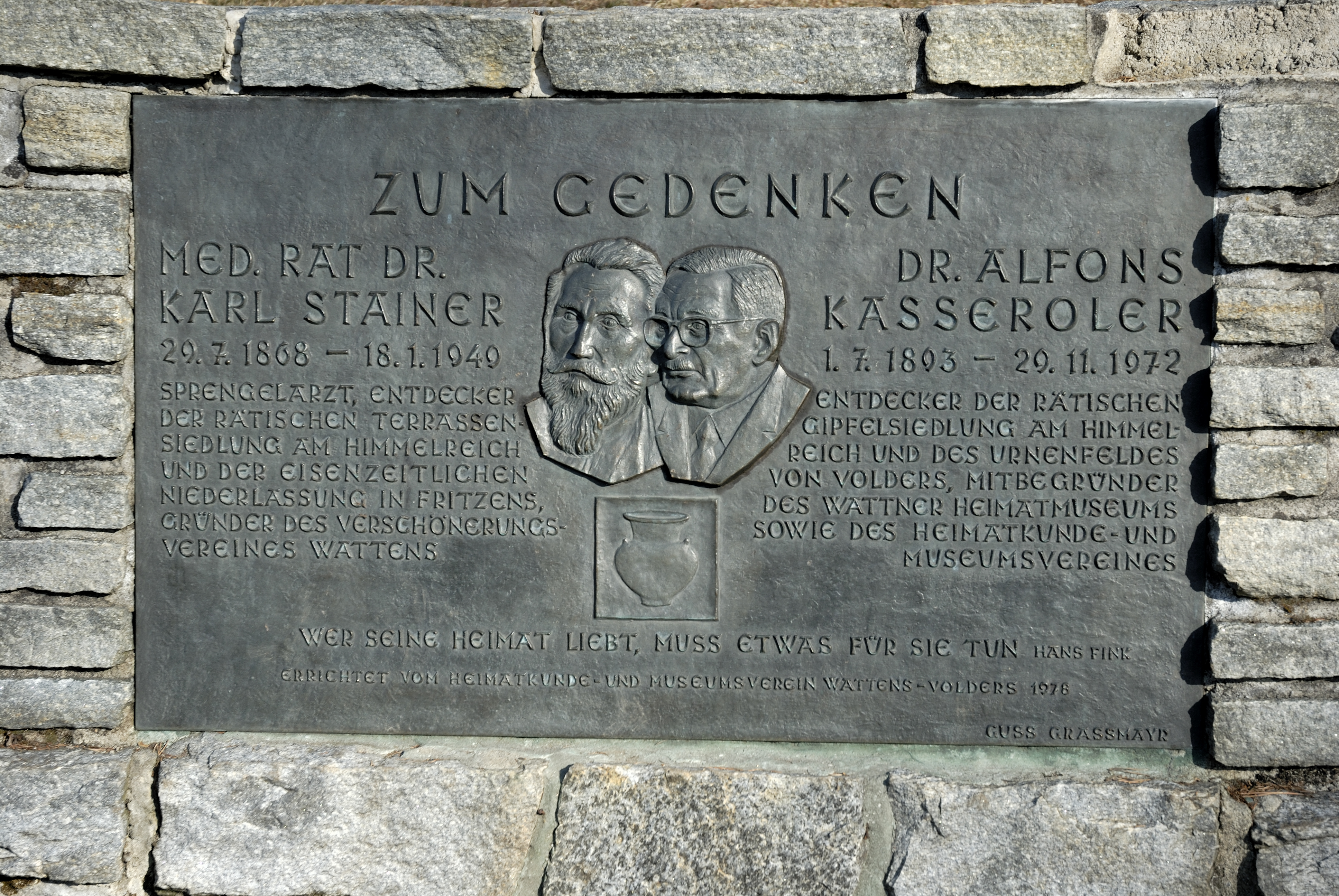
Gedenktafel

### Mittelalter
Volders erschien erstmals im späten 11. Jahrhundert in Urkunden zugunsten des Hochstifts Brixen, das dort begütert war. Um 1147/50 erschien auch das Stift Admont als Inhaber von Grundbesitz in Volders („Volres“), welcher diesem von einer Heilica vermacht wurde.

#### Frühmittelalterliches Gräberfeld
Im Jahr 2001 wurde in der Augasse bei Bauarbeiten ein Gräberfeld aus der Zeit vom 5. bis ins 12./13. Jahrhundert n. Chr. entdeckt. Es befand sich zu jener Zeit am Rande der Flussterrasse des Inns. Funde wie Keramiken, Schmuck und Münzen aus der mittleren römischen Kaiserzeit und Spätantike deuten schon auf eine frühere profane Nutzung des Platzes hin. Es konnten 148 Bestattungen freigelegt werden, womit die Zahl der aus dieser Zeit in Tirol bekannten Gräber verdoppelt wurde. Die Toten gehörten großteils der romanischen Bevölkerungsgruppe an, welche mit den zu dieser Zeit eingewanderten Bajuwaren friedlich zusammenlebten (bei keinem der Toten waren eindeutige Zeichen äußerlicher Gewalteinwirkung zu finden). Aus der Verschmelzung vor allem dieser beiden Bevölkerungsgruppen gingen schlussendlich die späteren Tiroler hervor. Die Grabbeigaben stammen sowohl aus romanischem und bajuwarischem als auch langobardischen und byzantinischem Milieu. Dies lässt auf intensive Außenkontakte und einen gewissen Wohlstand schließen.

### Neuzeit
Zu Beginn der Neuzeit lebten im heutigen Volders vornehmlich Bauern. Im Jahr 1312 gab es rund 45 landwirtschaftliche Betriebe, 1427 bereits 79 und zu Beginn des 17. Jh. waren es 110 von meist klein- und mittelbäuerlichem Zuschnitt. Diese Zahl nahm bis ins 19. Jahrhundert noch leicht zu, bevor sie bereits im selben Jahrhundert wieder zu sinken begann. Neben der Landwirtschaft trat auch der Bergbau – meist von Silbererzen – für kürzere Episoden in Erscheinung, war aber nie sehr ertragreich.
Im Gegensatz zu Groß- und Kleinvolderberg, die bis ins letzte Jahrhundert sehr stark auf Landwirtschaft ausgerichtet waren, entwickelte sich Volders schon früh zu einem für eine Landgemeinde beachtlichen gewerblichen Standort. Bereits 1269 ist in Volders ein Schmied bezeugt. Einen guten Überblick der Gewerbebetriebe in Volders gibt das Grundsteuerkataster von 1775: eine Brauerei, vier Wirtshäuser, drei Schmieden (davon eine Waffen- und Nagelschmiede und eine Sensenschmiede → siehe Senseler), eine Sägemühle, zwei Mühlen mit Ölpresse, zwei Krämerläden (davon einer mit Branntweinhandel), eine Fleischhaueri, ein Bäcker, eine Salpetersiederei (Salpeter diente zur Herstellung von Schießpulver), zwei Schneider, zwei Weber, zwei Schuhmacher, ein Zimmermann und ein Tischler.
In der nahen Vergangenheit, das heißt in den letzten zwei bis drei Jahrzehnten, entwickelte sich die Struktur des Ortes bedingt durch die Nähe zu Innsbruck und Hall in die einer Stadtumlandgemeinde.

### Senseler
Der Volderer Sensenschmid Anton Reinisch, vulgo „Senseler“, zeichnete sich durch seine Tapferkeit als Sturmhauptmann in der Schlacht bei Spinges (1797) aus und ist Namensgeber mehrerer Vereine, darunter der Senseler Musikkapelle und der Senseler Schützen.

## Bevölkerung

### Bevölkerungsentwicklung
EinwohnerJahr0100020003000400050001860189019201950198020102040EinwohnerEinwohnerentwicklung von Volders

### Integration
Das Land Tirol unterhält am Kleinvolderberg seit November 2014 ein Flüchtlingsheim. Bereits zu Zeiten des Kosovokrieges diente das ehemalige Heim für schwererziehbare Buben als Unterkunft für Flüchtlinge und besitzt aufgrund dessen eine Sonderwidmung als Flüchtlingsheim.

## Politik
Der Gemeinderat besteht aus 17 Mitgliedern, die letzten Gemeinderatswahlen fanden am 27. Februar 2022 statt.
| Partei                                      | 2022  | 2022    | 2016  | 2016    |
| Partei                                      | %     | Mandate | %     | Mandate |
| ------------------------------------------- | ----- | ------- | ----- | ------- |
| Zukunft Volders - Team Schwemberger / Moser | 39,48 | 7       | 33,18 | 6       |
| Gemeindeliste Volders - Liste 1             | 27,29 | 5       | 36,76 | 6       |
| Gemeinsam Volders                           | 24,61 | 4       | 30,05 | 5       |
| MFG Menschen Freiheit Grundrechte           | 8,62  | 1       |       |         |

Bürgermeister
Peter Schwemberger setzte sich in der Stichwahl am 13. März 2022 gegen Dr. Reinhold Steinlechner durch und ist seitdem neuer Bürgermeister von Volders. Er übernahm das Bürgermeisteramt von Maximilian Harb, welcher es seit 2007 ausübte.

### Wappen
Blasonierung: In Rot ein schrägrechts liegender silberner Fäustling.
Das Gemeindewappen wurde 1971 verliehen. Der Kettenhandschuh war das Wappen der Herren von Volders, die von 1270 bis zu ihrem Aussterben im 15. Jahrhundert auf der Burg Volderthurn ansässig waren.
Die Farben der Gemeindefahne sind Weiß-Rot.

## Kultur und Sehenswürdigkeiten

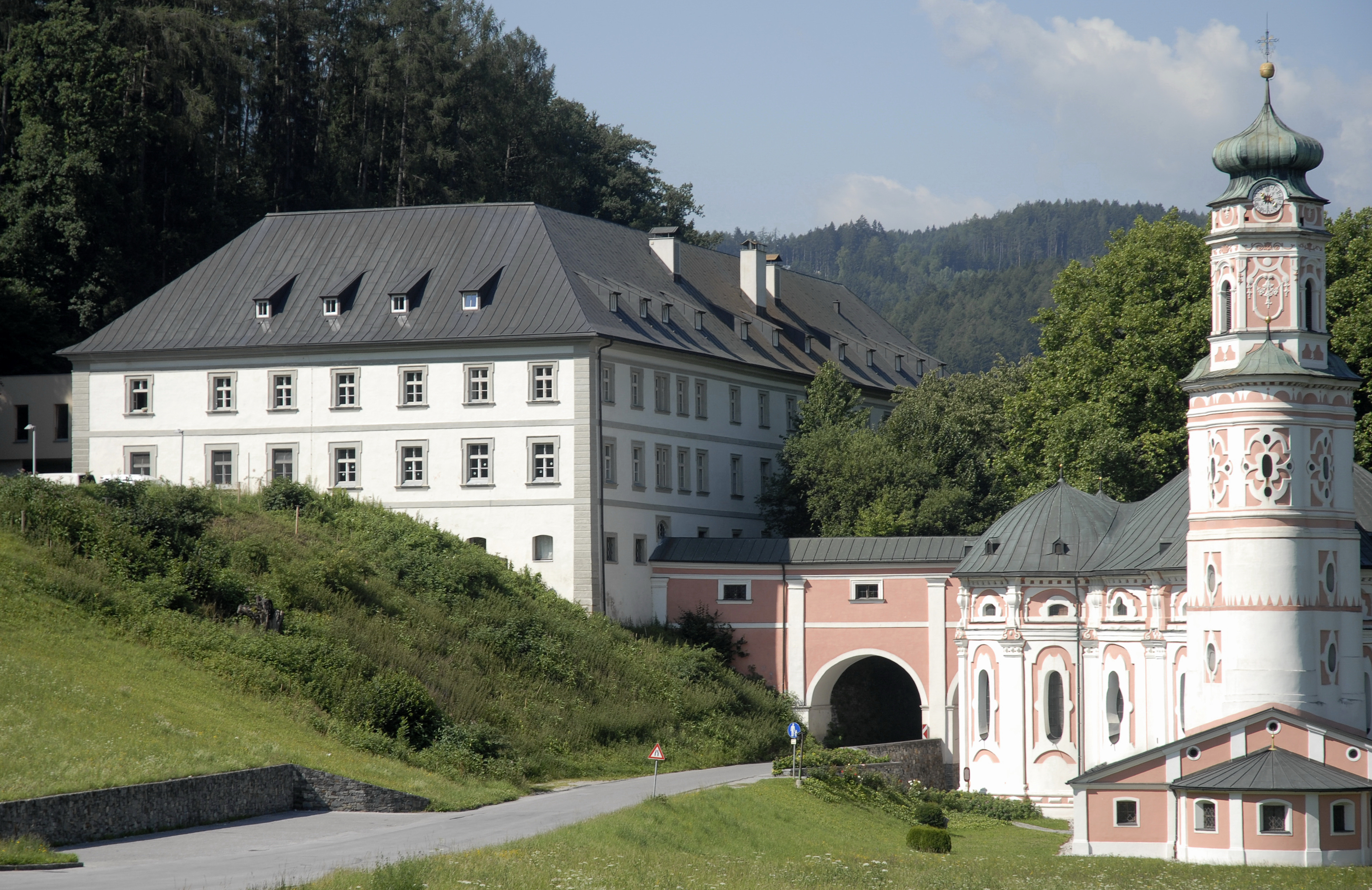
Das ehemalige Servitenkloster (PORG Volders) mit der Karlskirche Volders

- Schloss Friedberg wurde um 1230 von den Grafen von Andechs gegründet und liegt auf einer Erhebung über dem Inntalboden.
- Schloss Aschach wurde 1586 in der heute noch erhaltenen Form errichtet und befindet sich auf einer Anhöhe nahe dem Ortskern.
- Die Pfarrkirche hl. Johannes der Täufer wurde 1253 erstmals erwähnt, von 1437 bis 1512 im gotischen Stil neu gebaut und von 1962 bis 1965 nach Plänen des Architekten Clemens Holzmeister im Westen erweitert.
- Die Karlskirche wurde 1620 von Hippolyt Guarinoni gestiftet und geplant und 1654 geweiht. Der erste barocke Zentralbau Nordtirols hat einen eigenartigen exotischen Reiz.

- Der Partisanerbund Volders, eine 1854 erstmals erwähnte Vereinigung, die bei Prozessionen das Allerheiligste begleitet, wurde zusammen mit anderen 2013 von der UNESCO unter der Bezeichnung Sakramentsgarden in Tirol als Immaterielles Kulturerbe in Österreich anerkannt.

## Persönlichkeiten

### Söhne und Töchter der Gemeinde
- Matthias Ruef (1745–1822), Barockmaler
- Anton Reinisch (1763–1797), Sensenschmied und Freiheitskämpfer

### Mit der Gemeinde verbundene Persönlichkeiten
- Franz von Spiegelfeld (1802–1885), Landespräsident von Salzburg und Statthalter von Oberösterreich.
- Wilfried Stauder (* 1963), Steuerberater und Politiker (ÖVP)
- Robert Wazinger (* 1966), Fußballspieler
- Michael Streiter (* 1966), Fußballspieler - Nationalmannschaft WM 1990